# Ziggy Stardust

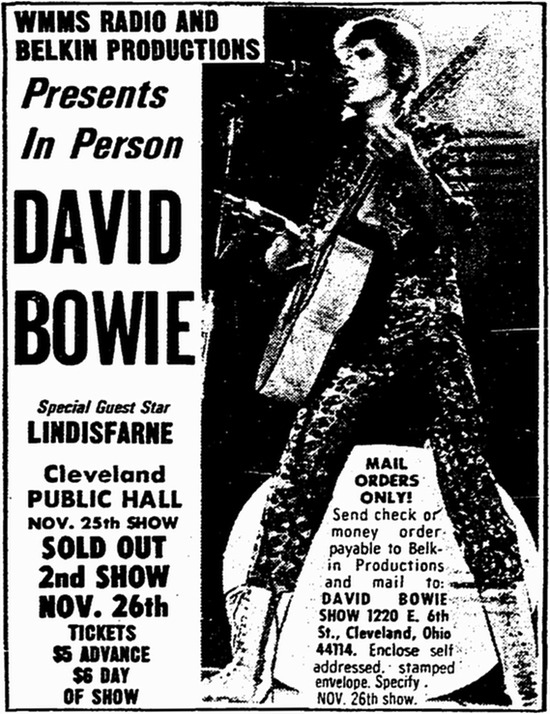
Annons för konsert i november 1972.

Ziggy Stardust är en fiktiv person som figurerar som den brittiske musikern David Bowies alter ego i sånger, på scen och även vid intervjuer, främst under Bowies glamrockperiod åren 1972 och 1973. Ziggy porträtteras i konceptalbumet The Rise and Fall of Ziggy Stardust and the Spiders from Mars som en androgyn utomjordisk gitarrspelande rockstjärna som har framgång men går under på grund av fansen. Ziggy Stardust var en av flera personor som Bowie successivt använde sig av under 1970-talet.

## Namn
Förnamnet är en förkortning av Sigmund. Möjliga referenser är en klädaffär med namnet "Ziggy's", rockmusikern Iggy Pop eller fotomodellen Twiggy. Efternamnet, som kan översättas "Stjärnstoft", hänger ihop med den amerikanska outsider-musikern The Legendary Stardust Cowboy som liksom Bowie låg på skivbolaget Mercury 1969.

## Bakgrund och förebilder
Bowie berättade att de verk som låg i tiden 1971 var The Wild Boys, en roman om en homosexuell ungdomsgerillagrupp av William S. Burroughs och Stanley Kubricks film A Clockwork Orange.
Rockmusikern Vince Taylor som fick psykiska problem och blev religiös var en förebild till figuren Ziggy Stardust.

## Historik
- I februari 1971 nämnde Bowie att han skrev om den fiktiva personen "Ziggy Stardust".
- I november 1971 spelades flera nya låtar för det kommande albumet in, bland annat Ziggy Stardust.
- I januari 1972 spelades de sista låtarna på konceptalbumet The Rise and Fall of Ziggy Stardust and the Spiders from Mars in och omslagsbilden till togs.
- Albumet släpptes i juni 1972. Bowie turnerade med sitt band "The Spiders of Mars" i Storbritannien, USA och Japan. Några sångtexter berättar om Ziggy Stardust, men berättarjaget är inte Ziggy. Bowie hade tidigare tränat dans och var intresserad av den japanska teaterformen Kabuki. Med sitt utseende och rörelser verkade han föreställa den androgyna utomjordingen Ziggy.
- Uppföljaralbumet Aladdin Sane släpptes i april 1973. Bowie fortsatte att turnera som Ziggy.
- Den 3 juli 1973 avslutade Bowie en turné i Hammersmith Odeon med att säga att denna konsert var hans sista. Sedan avslutades samarbetet med bandet.
- Vid några senare uppträdanden, men för sista gången i februari 1974, använde Bowie Ziggy Stardust-liknande utstyrsel.[6]

## Styling

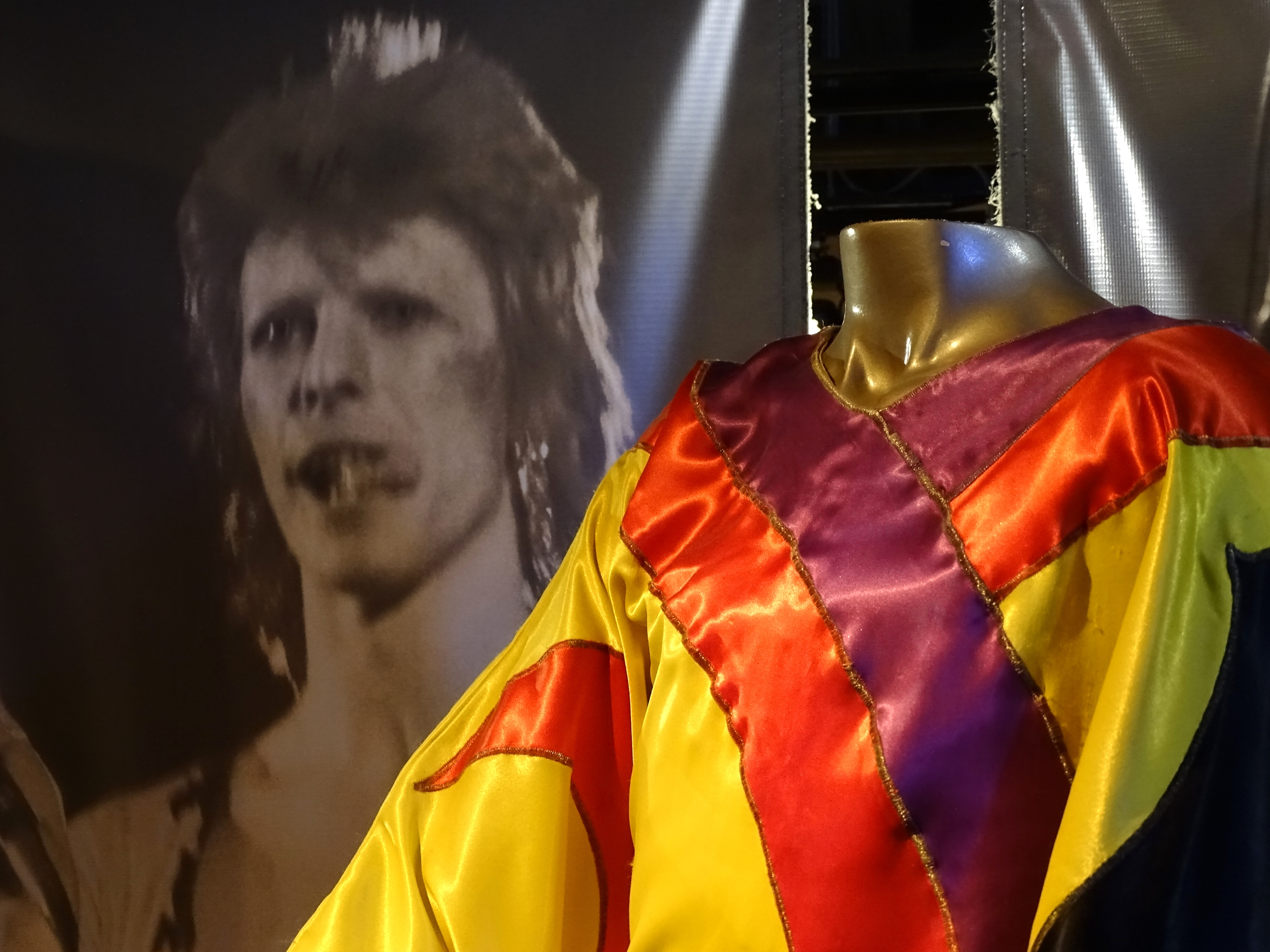
Scenkläder från USA-turnén 1972.

Bowie uppträdde i början i platåskor och en tajt mönstrad overall, djupt öppen framtill. Senare tillkom en morotsfärgad hockeyfrilla, iögonfallande makeup, ibland med ögonskugga och glänsande kläder.